# زبان فرمان چاپگر

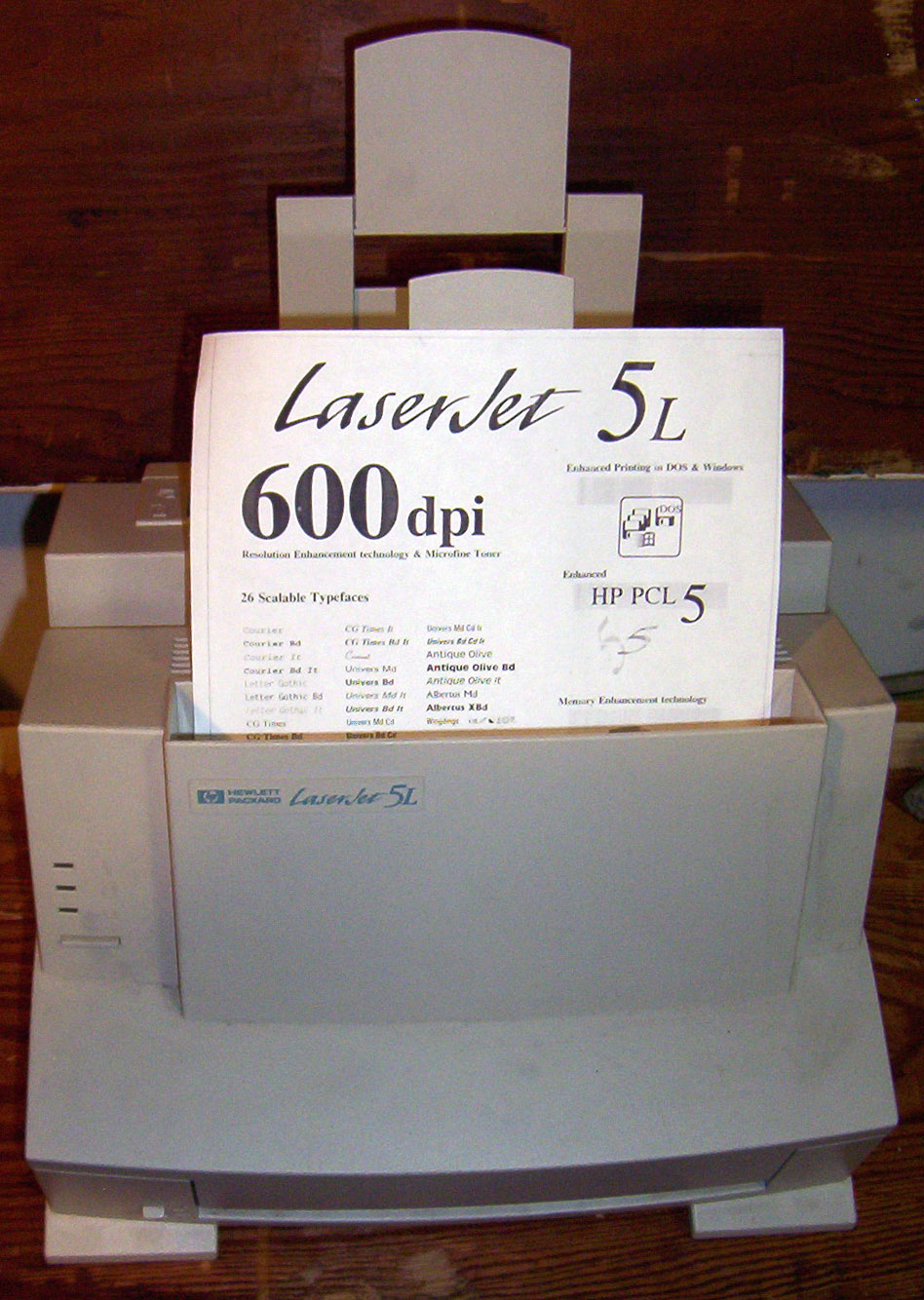
پرینتر لیزر جت اچ پی

زبان فرمان چاپگر (به انگلیسی: Printer Command Language) که به اختصار PCL نامیده می‌شود یک زبان توصیف صفحه است که توسط هیولت پاکارد به عنوان یک پروتکل چاپگر ساخته شد. ابتدا در سال ۱۹۸۴ برای چاپگرهای جوهر افشان توسعه یافت و در آینده در سطح‌های مختلف برای چاپگرهای حرارتی، ماتریس سوزنی و لیزری نیز توسعه داده شد.

## مرور PCL 1 تا ۵
PCL 1 تا 5e / 5c زبان‌های مبتنی بر دستور هستند که از توالی‌های کنترلی که به ترتیب دریافت شده پردازش و تفسیر می‌شوند استفاده می‌کنند. در سطح مصرف‌کننده، جریان‌های داده مرتبط با PCL توسط راه انداز چاپگر تولید می‌شوند. خروجی PCL نیز توسط برنامه‌های کاربردی سفارشی به راحتی قابل تولید است.
- PCL 1 در سال ۱۹۸۴ همراه با HP ThinkJet 2225 معرفی شد که چاپ متن اصلی و عکس‌ها را با وضوح حداکثر 150 dpi (نقطه در هر اینچ) فراهم کرد
- PCL 1+ همراه با چاپگر HP QuietJet 2227 منتشر شد
- PCL 2 قابلیت پردازش و تبادل داده‌های الکترونیکی افزوده شد
- PCL 3 در سال ۱۹۸۴ همراه با چاپگرهای HP LaserJet معرفی شد. این PCL پشتیبانی از فونت‌های بیت مپ را افزایش داد و وضوح چاپ را تا 300 dpi بهبود بخشید. چاپگرهای HP DeskJet ink jet، چاپگرهای سری HP 2932 و HP RuggedWriter 2235 نیز از PCL 3 پشتیبانی می‌کردند. PCL 3 همچنان در چندین چاپگر ضربه ای که جایگزین مدل‌های قدیمی HP شده‌اند استفاده می‌شود.
- PCL 3+ (سیاه و سفید) و PCL 3c+ (رنگی) در نسل‌های بعدی چاپگرهای DeskJet و PhotoSmart مورد استفاده قرار گرفتند
- PCL 3GUI در چاپگرهای HP DesignJet و بعضی از چاپگرهای سری DeskJet استفاده شد. PCL 3GUI از یک فرمت فشرده سازی raster استفاده می‌کرد که با استاندارد PCL 3 سازگار نبود
- PCL 4 در سال ۱۹۸۵ همراه با چاپگر HP LaserJet II معرفی شد. کلان‌دستور (ماکرو)، فونت‌ها و تصویرهای بیت مپ شده بزرگ‌تر افزوده شد. PCL 4 هنوز هم برای بسیاری از برنامه‌های کاربردی محبوبیت دارد
- PCL 5 در مارس سال ۱۹۹۰ همراه با HP LaserJet III منتشر شد. مقیاس گذاری فونت Intellifont، فونت‌های حاشیه دار و تصویرهای HP-GL/2 (وکتور) افزوده شدند
- PCL 5e (PCL 5 پیشرفته) در اکتبر سال ۱۹۹۲ همراه با چاپگر HP LaserJet 4 منتشر شد و ارتباط دو طرفه بین چاپگر، رایانه و همچنین فونت‌های ویندوز را اضافه کرد
- PCL 5c در سال ۱۹۹۲ منتشر شد و پشتیبانی از رنگ را در HP PaintJet 300XL و HP Color LaserJet معرفی کرد

## مرور PCL 6
در سال ۱۹۹۵ با چاپگرهای سری HP LaserJet 4000 معرفی شد که شامل:
- PCL 6 "پیشرفته" یک زبان توضیح صفحه شی گرا است که برای چاپ از رابط‌های کاربری گرافیکی مانند ویندوز بهینه شده‌است. در گذشته با عنوان PCL XL یا PXL نیز شناخته می‌شد
- PCL 6 استاندارد معادل PCL 5e و PCL 5c است و برای سازگاری با نسخه‌های پیشین در نظر گرفته شده‌است
- Font synthesis فونت‌های مقیاس پذیر، مدیریت فونت و ذخیره فرم‌ها و فونت‌ها را فراهم می‌کند